# Wijnbouw in Mexico
Wijnbouw in Mexico is de oudste in de Nieuwe Wereld. De consumptie van wijn is daar echter laag.
Mexicanen zijn geen wijndrinkers, maar geven de voorkeur aan distillaten als brandy, rum en tequila. Ook bier wordt er ruim geconsumeerd.
Het areaal aan wijnstokken wordt voor 100.000 hectoliter per jaar gebruikt voor de vinificatie van wijn. Deze stijgt jaarlijks enkele procenten. De overige druiven leveren 700.000 hectoliter brandy op. Het land is daarmee de grootste brandyproducent van de wereld.

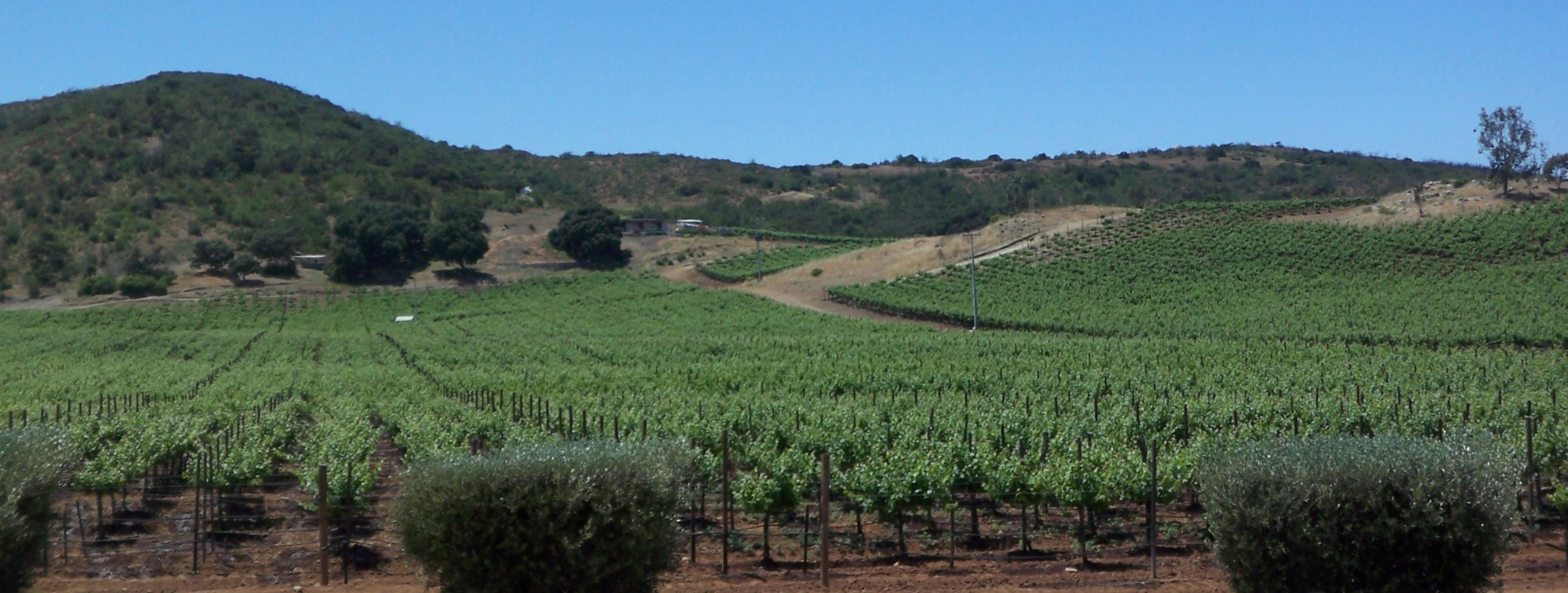
Wijngaarden op Baja California.

## Geschiedenis

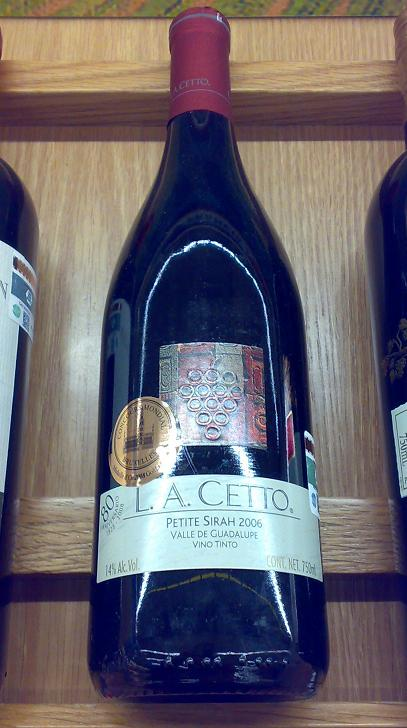
Wijn van het huis L.A.Cetto.

Het waren de Spanjaarden die de druivenstok in de 16e eeuw mee naar Mexico brachten. De eerste notities van wijnbouw dateren uit het jaar 1522. De Spaanse conquistador Hernán Cortés liet de eerste wijngaarden aanleggen. De jezuïet Juan de Ugarte legde de eerste wijngaarden aan bij Parras. Van daaruit trok hij noordwestelijker om ook de daar gelegen missieposten te voorzien van wijngaarden. 
Omdat de Spaanse wijnexport richting de nieuwe wereld begon terug te lopen verbood het gezag in 1699 de wijnbouw in Mexico. Dit verbod leidde ertoe dat deze pas in de 20e eeuw weer opgang zou komen. De missieposten mochten echter wel wijngaarden aanleggen voor hun miswijn. Begin 18e eeuw geschiedde dit dan ook in het noorden van het schiereiland Baja California. Een zeventig jaar later breidde de franciscaner monniken de wijnbouw uit richting Californië.
Het waren vooral goedkope zoete wijnen die er na de Tweede Wereldoorlog gevraagd werden. In de jaren 1990 werd het land ook nog eens overspoeld met goedkope wijn uit Chili en Duitsland, waardoor de kwaliteit op laag niveau bleef steken.
Pas met het ingaan van de 21e eeuw is de Mexicaanse wijnproductie begonnen jaarlijks serieus te groeien. Oenologen uit Frankrijk, Italië en Californië brengen de wijnbouw op een hoger plan door te experimenteren met nieuwe stijlen, druivenvariëteiten en vinificatie-technieken.
Grote wijnbedrijven als het Spaanse Domecq en Italiaanse L.A. Cetto hebben circa driekwart van de Mexicaanse wijnproductie in handen.

## Klimaat
De Kreeftskeerkring loopt midden door het land, waardoor de verschillende wijngebieden zowel op de tropische grens als in het gematigde klimaat liggen. In zuidelijker gelegen regio's — op slechts 150 kilometer van de tropische regenwouden — liggen de wijngaarden op grote hoogten vér boven zeeniveau. Wijnregio's bij de kust liggen in valleien en staan onder invloed van zeestromen van de Noordelijke Grote Oceaan. Hiermee is de Mexicaanse wijnbouw enigszins vergelijkbaar met de wijnbouw in Marokko.

## Wijngebieden

In de donkerpaarse gebieden worden druiven verbouwd voor wijn. In de lichtpaarse gebieden vooral voor brandy.

Wijngaard bij Querétaro.

In het uiterste noordwesten ligt het belangrijkste wijngebied Baja California, even ten zuiden van het Amerikaanse wijnbouw gebied Californië en de stad Mexicali. Ongeveer 90% van alle Mexicaanse wijngaarden liggen hier, zo'n 650 hectare in 2008. De belangrijkste wijnregio’s die hier liggen zijn:
- Valle de Calafia
- Valle de Guadalupe
- Valle de Mexicali
- Valle de Santo Tomás
- Valle de San Vicente

Ook in het noordwesten - maar dan aan de oostkant van de Golf van Californië - ligt Sonora.
Iets boven het midden van het land, even ten zuiden van Monterrey, ligt de Valle de Parras.
Hier staat het oudst bekende wijnhuis Casa Madero, dat uit 1597 stamt. Daarmee is het ook het oudste wijnhuis van het Amerikaanse continent.
Zuidelijker wordt wijnbouw bedreven onder de stad Zacatecas.
Ten noordoosten van Mexico-Stad ligt Querétaro.

## Druivenrassen
Veel gebruikte blauwe druivenrassen zijn de Franse Cabernet sauvignon, Malbec, Carignan, Syrah en Grenache. De Italiaanse rassen Nebbiolo, Sangiovese en Montepulciano. En de Spaanse Tempranillo.
Witte druivenrassen die men er voornamelijk gebruikt zijn Chardonnay, Viognier, Chenin blanc, Riesling, Sauvignon blanc, Sémillon en Muscat.
Voor de brandy industrie gebruikt men vooral Trebbiano, Colombard en Palomino.

## Classificatie
Een uitgebreid classificatiesysteem of herkomstbenaming zoals bijvoorbeeld AOC kent men er nog niet. Op de etiketten wordt het merk, de producent en eventueel een jaartal vermeld. De betere wijn - welke enige tijd heeft gerijpt - krijgt vaak de toevoeging reservas of reservas privada.
Mexico is aangesloten bij de Internationale Organisatie voor Wijnbouw en Wijnbereiding.